# هنريك ستينسون

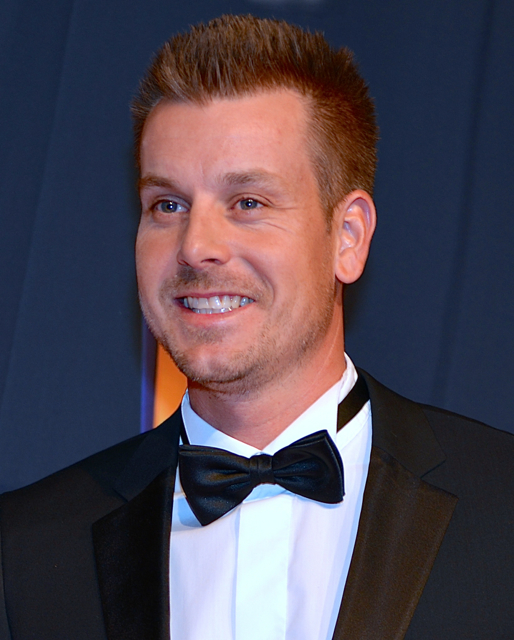
هنريك ستينسون.

هنريك أولوف ستينسون (بالسويدية: Henrik Olof Stenson) لاعب غولف محترف سويدي ولد في 5 أبريل 1976 في مدينة غوتنبرغ في السويد وقد بدأ مسيرته المهنية عام 1998.

## روابط خارجية
- هنريك ستينسون على موقع رابطة لاعبي الغولف المحترفين (الإنجليزية)
- هنريك ستينسون على موقع رابطة أوروبا للاعبي الغولف المحترفين (الإنجليزية)
- هنريك ستينسون على موقع رابطة اليابان للاعبي الغولف المحترفين (الإنجليزية)
- هنريك ستينسون على موقع التصنيف العالمي الرسمي للغولف (الإنجليزية)
- هنريك ستينسون على موقع اللجنة الأولمبية الدولية (الإنجليزية)
- هنريك ستينسون على موقع أوليمبيديا (الإنجليزية)
- هنريك ستينسون على موقع اللجنة الأولمبية السويدية (السويدية)

- الموقع الرسمي